# Nevěda
Nevěda, případně non-věda (non-science), je oblast studia, která není vědecká; tedy která není ani přírodní vědou, ani takovou společenskou vědou, která by byla předmětem vědeckého zkoumání. V tomto pojetí jsou historie, umění a náboženství příklady nevěd.

## Klasifikace znalostí
Od 17. století někteří autoři používali slovo věda, aby vyloučili některé oblasti studia, například umění a svobodná umění. Slovo nevěda, označující nevědecké akademické disciplíny, bylo poprvé použito v polovině 19. století.
V některých případech může být obtížné určit přesné hranice mezi vědou a nevědou. Problém demarkace se zabývá obtížemi při určování, zda určité oblasti studia, které se nacházejí blízko hranic vědy a nevědy, mají být považovány za jednu nebo druhou. Dosud nebyl vypracován žádný test, který by jednoznačně oddělil vědu od nevědy, ale běžně se používají některé ukazatele, které se posuzují jako celek a vyhodnocují se v čase. Podle Thomase Kuhna k těmto faktorům patří touha vědců zkoumat otázku jako hádanku. Kuhnův pohled na vědu je také zaměřen spíše na proces vědeckého zkoumání než na výsledek.
Boundary-work je proces prosazování žádoucího výsledku v procesu klasifikace studijních oborů, které se nacházejí v blízkosti hranic. Odměny spojené se získáním určité klasifikace naznačují, že hranice mezi vědou a nevědou je spíše sociálně konstruovaná a ideologicky motivovaná, než že by představovala ostrý přirozený rozdíl mezi vědou a nevědou.  Přesvědčení, že vědecké poznání (např. biologie) je cennější než jiné formy poznání (např. etika), se nazývá scientismus.

## Oblasti nevědy
Nevědecké obory zahrnují všechny oblasti studia, které nejsou vědou.  Nevědecké obory zahrnují všechny humanitní obory, včetně:
- dějiny,[2][3] včetně dějin vědy,
- jazykového umění, jako je lingvistika, specifické jazyky a literatura,
- filozofii, etiku a náboženství a
- umění, včetně hudby, scénického umění, výtvarného umění a řemesel.

Filozof Martin Mahner navrhl nazývat tyto akademické obory paravědami, aby je odlišil od znevažujících forem nevědy, jako je pseudověda.
Nevědecké obory nabízejí informace o smyslu života, lidských hodnotách, stavu člověka a způsobech interakce s ostatními lidmi, včetně studia kultur, morálky a etiky.

## Oblasti neshod

Někteří filozofové považují vědění za produkt překrývajících se komunit vědění. Jiní se snaží najít ostré rozdělení mezi vědou a nevědou.

Filozofové se neshodnou na tom, zda jsou oblasti studia zahrnující abstraktní pojmy (jako například čistá matematika) vědecké nebo nevědecké.
Interdisciplinární obory mohou zahrnovat jak vědecké, tak nevědecké zkoumání. Archeologie je příkladem oboru, který čerpá jak z přírodních věd, tak z historie.
Oblasti výzkumu mohou v průběhu času měnit svůj status. Po mnoho staletí byla alchymie považována za vědeckou: přinášela užitečné informace a podporovala experimenty a otevřené zkoumání ve snaze porozumět fyzikálnímu světu. Od 20. století je považována za pseudovědu.  Moderní chemie, která se vyvinula z alchymie, je považována za hlavní přírodní vědu.

## Alternativní pojetí
Někteří filosofové, jako například Paul Feyerabend, se staví kriticky vůči snaze dělit poznatky na vědecké a nevědecké. Toto rozlišení je podle nich umělé, protože všechny poznatky, které se nazývají "vědy", spojuje jen málo nebo vůbec nic.
Některé systémy organizace znalostí oddělují systematické znalosti od nesystematických metod poznávání nebo učení se, jako jsou osobní zkušenosti, intuice a vrozené znalosti. Pojem Wissenschaft (nauka) je široký pojem, který zahrnuje spolehlivé vědění bez rozlišení oboru. Pojem Wissenschaft je při rozlišování mezi věděním a pseudověděním užitečnější než rozlišování mezi vědou a nevědou, protože chyby, kterých se dopouštějí všechny formy pseudo-bádání, od pseudohistorie po pseudovědu, jsou podobné.  Toto pojetí Wissenschaft je použito v seznamu oborů vědy a techniky z roku 2006, který vydala Organizace pro hospodářskou spolupráci a rozvoj a který definuje "vědu a techniku" jako obor zahrnující všechny humanitní disciplíny včetně náboženství a výtvarného umění.